# Dunstan z Canterbury
Dunstan z Canterbury (ur. ok. 909 w Baltonsborough w h. Somerset, zm. 19 maja 988 w Canterbury) – opat klasztoru Glastonbury, arcybiskup Canterbury (960-988), święty Kościoła katolickiego.
Był jednym z głównych przeciwników władców Wesseksu, znany z reform monastycznych. Sponsorował wyprawy misjonarzy do Skandynawii. Był jednym z doradców Edmunda I, za panowania Edreda był głównym ministrem. Po wstąpieniu na tron Edwina (955) stracił część swoich wpływów, które odzyskał za Edgara – jedynego króla Anglii. Po śmierci Edgara koronował jego syna, późniejszego Edwarda Męczennika. Po jego śmierci tron objął Ethelred II (978), a Dunstan wycofał się z życia politycznego.
W młodości był wielkim sympatykiem poezji miłosnej Owidiusza, czego zresztą później żałował, bowiem dostrzegł, że ars amandi nie daje się przełożyć na alegorię pełnej poświęcenia miłości Chrystusa do Kościoła.
Święty Dunstan jest patronem kowali, złotników, ślusarzy oraz muzyków.
Jego wspomnienie liturgiczne obchodzone jest w dzienną pamiątkę śmierci.
W Canterbury przeniesienie relikwii wspominane jest 7 września.